# Complejo Deportivo Arslan Zeki Demirci
El Complejo Deportivo Arslan Zeki Demirci (en turco: Arslan Zeki Demirci Spor Kompleksi) es un centro deportivo en la Provincia de Antalya, en el sur de Turquía.
El complejo deportivo forma parte del Emir Hotel, en el distrito de Manavgat de la provincia de Antalya. Lleva el nombre del difunto empresario filántropo Arslan Zeki Demirci (1936–2012), CEO de Emirhan Group Hotels. Hay doce campos de fútbol en el complejo de deportivo.
El complejo deportivo es preferido por muchos clubes de fútbol locales que juegan en las ligas Super Lig, Primera, Segunda y Tercera Liga, así como por equipos de ligas extranjeras de primer nivel como la Primera Liga de Fútbol Profesional de Bulgaria, Ekstraklasa de Polonia, Superliga albanesa Superliga Suiza Super, Nemzeti Bajnokság I de Hungría, KTFF Süper Lig del norte de Chipre en Europa, Primera división de argentina en Sudamérica, Liga de Golfo Árabe de los EAU y Super Liga Chinaen Asia para partidos de práctica durante las vacaciones de invierno de la liga.

## Eventos internacionales realizados
El complejo deportivo acogió los seis partidos del Grupo 1 en la ronda Elite del 2017. También albergó los seis partidos del grupo 10 del Campeonato Europeo Sub-17 de la UEFA 2019.